# Прип'ятська вулиця (Труханів острів)
При́п'ятська вулиця — зникла вулиця міста Києва, що існувала в робітничому селищі на Трухановому острові. Пролягала від Набережної до Чорторийської вулиці.
Прилучалася Дніпровська вулиця.

## Історія
Виникла під такою ж назвою 1907 року під час розпланування селища на Трухановому острові. Восени 1943 року при відступі з Києва німецькі окупанти спалили селище на острові, тоді ж припинила існування вся вулична мережа включно із Прип'ятською вулицею.
1955 року такою ж назвою було названо одну із вулиць села Позняки, що зникла вже в 2008–2009 роках.